# Végétation
Pour les articles homonymes, voir végétation (homonymie).
La végétation est l'ensemble des plantes qui poussent en un lieu donné selon leur nature. De la notion de végétation découlent les notions connexes de tapis végétal, de paysage végétal, de type de végétation et de formation végétale. On distingue la végétation naturelle composée de plantes sauvages dites spontanées de la végétation artificialisée composée de plantes cultivées. On considère ce qui pousse sur une surface donnée de sol, ou dans un milieu aquatique. On parle aussi de « couverture végétale » ou de « paysage végétal ».

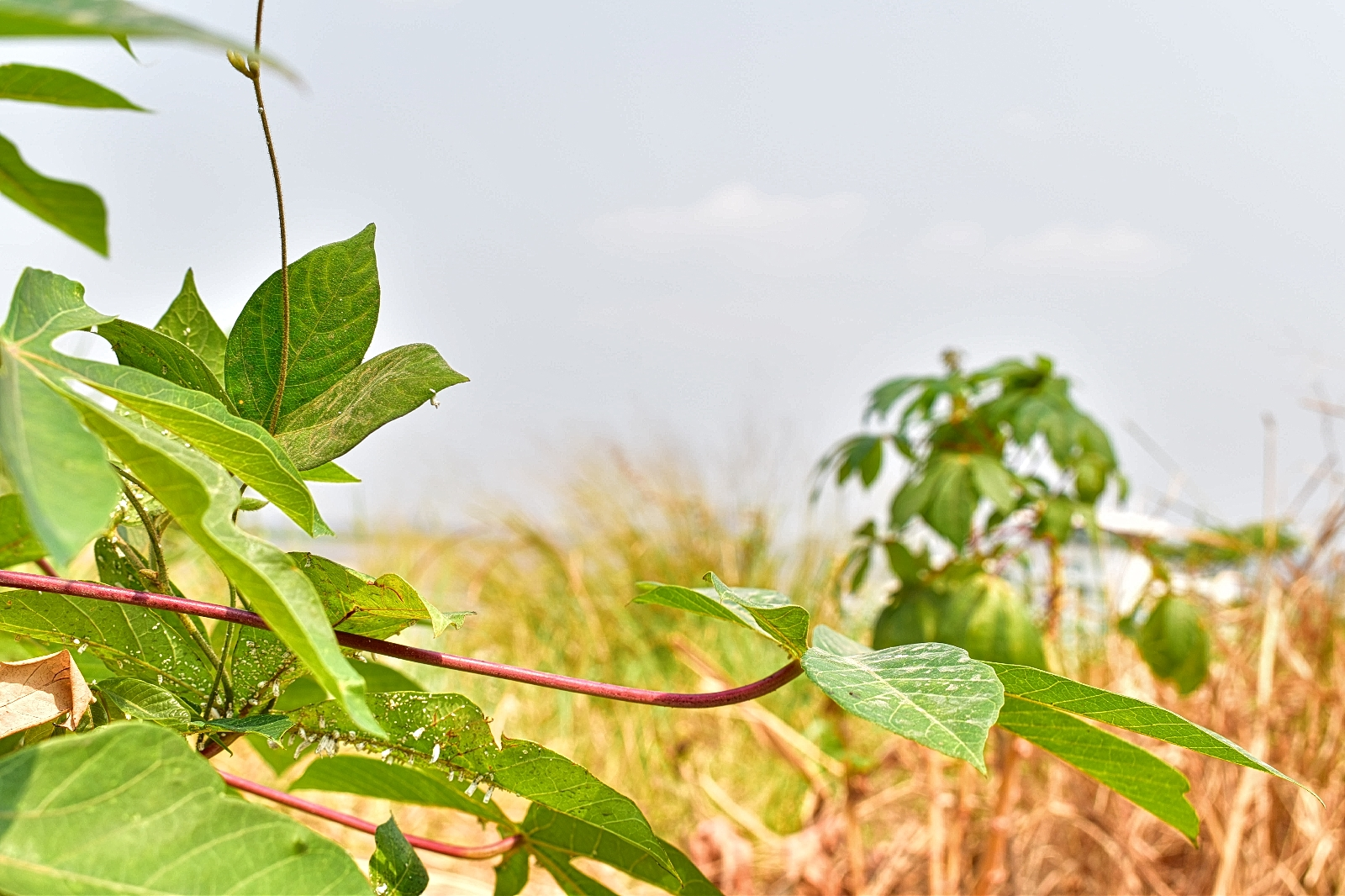
Végétation

La végétation joue un rôle majeur de production et de protection des sols et de l'humus, le cycle du carbone et de production d'oxygène. Certaines plantes peuvent être bio-indicatrices.

## La phytosociologie
L'étude de la végétation relève de phytogéographie et de la phytosociologie.
C'est la branche de l'écologie qui étudie les interactions entre les populations végétales qui habitent le même biotope.

## Flore et végétation
Il ne faut pas confondre la végétation avec la flore qui est le répertoire des plantes poussant en un lieu donné (biotope). La flore aborde la composition d'une végétation sous l'angle des espèces végétales ou des « taxons » qui la composent. La différence tient essentiellement dans l'approche qui est faite, l'étude de la végétation se faisant sur la manière dont les plantes se regroupent entre elles. L'inventaire des espèces qui composent une formation végétale constitue une flore. La flore d'un espace géographique ou d'une Édition est la liste des plantes répertoriées dans cet espace géographique (flore des Alpes, flore du Bassin Parisien, flore d'Angleterre, etc.), la végétation est le regroupement de certaines plantes. Cela est à l'origine de deux grandes notions, nécessaires pour parvenir à des classifications de la végétation.

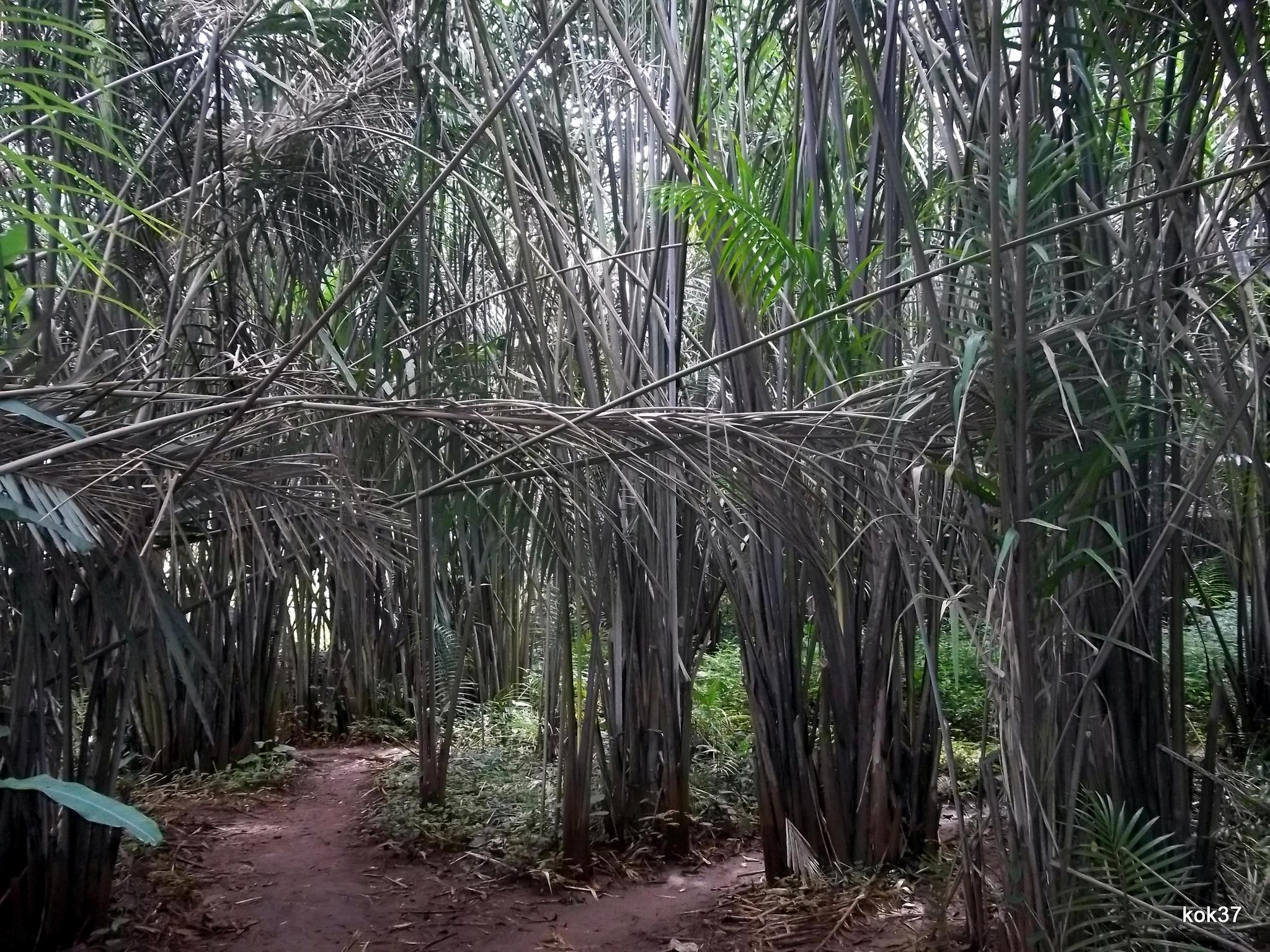
Forêt galerie.

1. La notion de type de végétation (vegetation type en anglais) adoptée par le VIIIe Congrès international de Botanique (Paris, 1954) recouvre les grands ensembles physionomiques[1] dont les biomes. Ainsi on peut distinguer à la surface de la Terre des forêts, des prairies, des cultures, des landes, des tourbières, etc. On pourra distinguer des forêts sempervirentes et des forêts caducifoliées, des forêts denses et des forêts claires. On parlera de types de végétation climatiques par opposition aux types de végétation édaphiques[1].
2. Les notions de flore et d'espèces n'y apparaissent pas à la différence de ce qui se passe pour la notion de groupement végétal ou de formation végétale (formation en anglais) On parlera de chênaie mixte, de hêtraie, de typhaie, de Fynbos, etc.

Cependant, comme le reconnaît J.L. Trochain, en France la tendance à confondre les deux notions sous le seul terme de formation végétale est assez répandue.

## Les relevés de végétation
La végétation d'un milieu met en évidence les conditions climatiques, du sol ainsi que l'influence exercée sur les plantes telle que la fauche ou le bétail. Il peut donc être intéressant de procéder à des relevés de végétation afin de vérifier l'impact sur la flore et pouvoir déterminer des mesures de conservation si nécessaire. Dans un relevé de végétation, la méthode suivante peut être appliquée :
1. Délimitation d'une aire (par exemple 10x10 mètres dans la forêt, 5x5m en milieu herbacé selon la méthode de Josias Braun-Blanquet)
2. Observation de la pente, de l'altitude, des coordonnées, des conditions géologiques (pH, présence de cailloux/rochers, type de sol) ainsi que des pressions exercées sur le milieu (bétail, fauche, présence humaine, présence de faune).
3. Détermination et inventaire des espèces présentes
4. Détermination des espèces caractéristiques ou fréquentes au milieu, par exemple avec Infolora ou le "Guide des milieux naturels de Suisse" (Delarze & Gonseth, 2008) pour la Suisse
5. Attribution du site à un milieu grâce aux espèces caractéristiques, ou à défaut, les espèces fréquentes

Le Guide peut ensuite être utilisé pour en apprendre plus sur le milieu déterminé et son occurrence dans le pays étudié.

## Évolution à l'échelle mondiale
Après avoir analysé des relevés satellitaires effectués pendant une vingtaine d’années, la NASA indique en février 2019 que les surfaces de verdure ont augmenté de 5 % entre 2000 et 2017, soit une superficie supplémentaire équivalente à celle de la forêt amazonienne. Cette évolution est à 70 % due à une concentration plus élevée en dioxyde de carbone (CO2), qui accompagne le réchauffement climatique, et s'observe surtout « dans le nord de la planète, à des latitudes élevées ». Environ un tiers de cette évolution est imputable à l'activité humaine, en particulier aux politiques de l’Inde, qui a augmenté ses surfaces cultivées, et de la Chine, qui reboise des terres déforestées. La NASA souligne cependant que « ce verdissement […] ne compense pas les dommages causés sur la végétation tropicale naturelle (comme au Brésil, en République démocratique du Congo et en Indonésie), et n’atténue pas les conséquences sur la durabilité des écosystèmes et de la biodiversité ». Par ailleurs, les nouvelles surfaces de verdure sont susceptibles de déséquilibrer les écosystèmes, en grignotant par exemple la savane, habitat de nombreuses espèces animales. Valérie Masson-Delmotte, paléoclimatologue, vice-présidente du GIEC, souligne que l'« effet nutritif » pour les plantes, engendré par la hausse du niveau de dioxyde de carbone dans l'atmosphère, « avec un réchauffement de l'ordre de 1,5 degré », « va finalement être bien plus modeste puisque la quantité d'eau disponible pour les plantes sera limitée », « au même titre que les hausses des températures réduisent les nutriments présents dans les sols ». Elle relève également que « les modèles étudiés démontrent la baisse de rendements et des qualités nutritives des céréales quand les températures et les seuils de CO2 augmentent ».